# Plextor
Plextor (プレクスター, Purekusutā) é uma marca japonesa, conhecida pela fabricação de gravadores de discos ópticos. A marca é utilizada para todos os produtos fabricados pela Divisão de Equipamentos Eléctricos e Equipamento de impressão Divisão de Shinano Kenshi. A marca era anteriormente conhecida como Texel (nome pelo qual ele apresentou seu primeiro drive CD-ROM  de disco óptico), em 1989. A marca é utilizada para CD e DVD, CD / DVD, discos rígidos de rede, discos rígidos portáteis, gravadores de vídeo digital, drives de disquete, e produtos de memória flash.